# Закон Тайдингса — Макдаффи
Закон Тайдингса — Макдаффи (англ. Tydings–McDuffie Act), также известный как Акт о независимости Филиппин (англ. Philippine Independence Act) — федеральный закон США, по которому Соединённые Штаты после 10-летнего «переходного периода» (англ. transition period) обязались предоставить Филиппинам независимость. Одним из следствий закона стало принятие в 1935 году Конституции Филиппин и образование Содружества Филиппин, а также избрание на пост первого Президента Филиппин (с 1907 года проводились парламентские выборы) и введение ограничений на филиппинскую иммиграцию в США.
Закон принят 73-м Конгрессом США: проект предложили члены Демократической партии сенатор Миллард Тайдингс (Мэриленд) и депутат Палаты представителей Джон Макдаффи (Алабама). Подписан Франклином Рузвельтом, вступил в силу 24 марта 1934 года.

## Положения закона
Закон Тайдингса — Макдаффи играл роль процедурного рамочного соглашения для правительства Филиппин, которое позволяло бы подготовить проект конституции в течение двух лет. Закон определял количество обязательных конституционных положений и требовал одобрения конституции не только со стороны граждан Филиппин, но и Президента США. После 10 лет так называемого «переходного периода» закон обязывал США признать Филиппины полностью суверенным и независимым государством.
До наступления независимости акт позволял Соединённым Штатам размещать свои воинские части на архипелаге, а также подчинял Вооружённым силам США все воинские формирования правительства Филиппин. В течение двух последующих лет после признания независимости Филиппин президент США имел право вести переговоры по военно-морским базам США и заправочным станциям на островах.
Все филиппинцы после признания независимости Филиппин автоматически признавались иностранцами, с точки зрения вопросов иммиграции в США. Не более 50 человек имели право иммигрировать в США в год. До этого акта филиппинцы не признавались гражданами Штатов, имея право при этом на свободное передвижение по стране, как и все жители США. Гражданство по принципу натурализации получить филиппинцы не могли, единственным основанием было только гражданство «по праву рождения» на континенте.

## Принятие закона
В 1934 году председатель Сената Филиппин Мануэль Кесон возглавил делегацию по вопросам независимости Филиппин, которая прибыла в Вашингтон. Закон был успешно принят в Конгрессе и подписан президентом. В 1935 году, согласно положениям закона, была принята Конституция Филиппин, которая обрела статус правового акта: было образовано государство под названием Содружество Филиппин, главой которого был избираемый Президент. 4 июля 1946 года президентом США Гарри Трумэном был подписан указ о признании государственного суверенитета и независимости Филиппин.

### Вопросы иммиграции
Согласно закону, только небольшое количество легальных иммигрантов могли выехать из Филиппин в США, однако фактически иммигрантов было намного больше, чем позволялось по квоте. Причиной тому было обилие сильных сельскохозяйственных лобби, в том числе лобби гавайских сахарных плантаторов, которое позволяло принимать больше филиппинцев на сельскохозяйственные работы, чем требовалось. На Гавайях благодаря этому выросла численность филиппинцев, которые составляли одну четверть от всех занятых в сельском хозяйстве жителей островов. Закон также стал причиной принятия Закона о репатриации филиппинцев.
Закон стал дополнением к ограничительным положениям Закона об иммиграции в отношении выходцев из Азии. Эта политика усложнила жизнь филиппинцев в США, поскольку в случае отъезда филиппинца на историческую родину ему в дальнейшем могли отказать в повторной иммиграции в США. 2 июля 1946 года был принят Закон Люс-Селлера, который снял эти жёсткие ограничения: квоту повысили до 100 филиппинских иммигрантов в год, а филиппинцы получили право на натурализацию (без принятия этого закона филиппинцев могли не допустить в США на основании закона 1917 года). 4 июля, спустя два дня, Филиппины согласно Манильскому договору были признаны независимым государством.